# Димитриос Кондорепас
Димитриос Кондорепас (на гръцки: Δημήτριος Κοντορέπας) е гръцки общественик, търговец, политик и деец на Гръцката въоръжена пропаганда в Македония.

## Биография
Димитриос Кондорепас е роден в 1871 година в Солун. Занимава се с търговия и е търговски представител на над 45 търговски къщи в Солун. Носител е на златен медал от Международното изложение в Атина в 1903 година. Той е един от инициаторите за създаването на Солунското дружество на любителите на музиката в 1899 година, което цели духовното развитие на гръцките деца. От дружеството в 1908 година възниква футболен клуб „Ираклис“, на който Кондорепас е сред основателите и член на първия управителен съвет. Многократно е избиран в съвета на Солунската гръцка община в Османската империя.
Кондорепас е член на Гръцкия революционен комитет в Солун и подкрепя активно Гръцката въоръжена пропаганда в Македония. Агент е на гръцкото консулство в Солун. В къщата му на улица „Сократис“ отсядат нелегални гръцки дейци. Изпратен е от гръцкото коснулство като специален агент в Гумендже, за да заведе там лекаря и деец на комитета Ангелос Сакелариу. Кондорепас е личен приятел на семейство Драгумис. Заради активната си дейност за утвърждаване на елинизма в Македония, на два пъти е прострелян от българи, но оцелява. Носител е на Медала на Македонската борба, I клас.
След като Солун попада в Гърция в 1912 година, Кондорепас е член на първия общински съвет. Заедно с Атанасиос Манос реформира районите Евангелистрия и Агиос Павлос. Член е на Македонското политическо дружество и на Дружеството на бездомните македонци, член е на управителния съвет на Солунското благотворително мъжко общество (1916-1920) и настоятел на старческия дом „Харисиос“.
Умира в 1942 година в Солун.